# Чемпіонат УРСР з легкої атлетики 1938
Чемпіонат УРСР з легкої атлетики 1938 був проведений з 30 вересня по 4 жовтня в Києві на стадіоні «Динамо» імені Миколи Єжова.
Першість носила особисто-командний характер.  У чемпіонаті поза конкурсом брали участь провідні радянські легкоатлети з Москви та Ленінграду.
Змагання ознаменувалися десятьма рекордами СРСР. Нові рекорди встановили ленінградець Микола Озолін у стрибках з жердиною (4,29) та киянка Катерина Адаменко у подоланні смуги перешкод (26,5). Киянка Віра Піжурина повторила всесоюзний рекорд у бігу на 100 метрів (12,3). 
Українські легкоатлети на чемпіонаті загалом встановили вісім республіканських рекордів.

## Призери

### Чоловіки
| Дисципліни                             | Золото                                               | Золото    | Срібло                        | Срібло  | Бронза                       | Бронза  |
| -------------------------------------- | ---------------------------------------------------- | --------- | ----------------------------- | ------- | ---------------------------- | ------- |
| 100 метрів                             | Іван Анисимов Харків                                 | 11,2      | Марко Воликов Харків          | 11,2    |                              |         |
| 400 метрів                             | Марко Воликов Харків                                 | 50,5 NR   | Василь Соха Київ              | 51,2    |                              |         |
| 800 метрів                             |                                                      |           |                               |         |                              |         |
| 1500 метрів                            | Іван Муренко Дніпропетровськ                         | 4.08,0    | Ліпковський Київ              | 4.10,2  | Шевченко Одеса               | 4.10,7  |
| 5000 метрів (відкрита першість)        | Мойсей Іванькович Москва                             | 15.08,5   | Олег Коломійцев Київ          | 15.39,9 | Іван Муренко Дніпропетровськ | 16.08,9 |
| 10000 метрів (поза програмою)          | Мойсей Іванькович Москва                             | 31.23,6   |                               |         |                              |         |
| 5000 метрів (першість УРСР)            | Олег Коломійцев Київ                                 | 15.39,9   | Іван Муренко Дніпропетровськ  | 16.08,9 |                              |         |
| 110 метрів з бар'єрами                 | Олександр Канакі Київ                                | 15,5      | М. Сушинський Київ            | 15,6    |                              |         |
| 3000 метрів з перешкодами              | Іван Муренко Дніпропетровськ                         | 9.41,8 NR | Томілін Київ                  | 10.08,1 |                              |         |
| 4×100 метрів                           | Харків Гаврило Раєвський Марко Воликов Іван Анисимов | 44,2      | Київ                          | 45,3    |                              |         |
|                                        |                                                      |           |                               |         |                              |         |
| Стрибки у висоту (відкрита першість)   | Едмунд Рохлін Ленінград                              | 1,85      | Берило Одеса                  | 1,85    | Генріх Оссок Дніпропетровськ | 1,80    |
| Стрибки у висоту (першість УРСР)       | Берило Одеса                                         | 1,85      | Генріх Оссок Дніпропетровськ  | 1,80    | Віктор Моргуненко Харків     | 1,80    |
| Стрибки з жердиною (відкрита першість) | Микола Озолін Москва                                 | 4,29      | Гаврило Раєвський Харків      | 4,00    | Петро Богачик Київ           | 3,70    |
| Стрибки з жердиною (першість УРСР)     | Гаврило Раєвський Харків                             | 4,00      | Петро Богачик Київ            | 3,70    | Леонід Слободяник Київ       | 3,70    |
| Стрибки у довжину (відкрита першість)  | Нікіфоров Одеса                                      | 6,40      | Масловський МАРСР             | 6,36    | Ганкевич Москва              | 6,36    |
| Стрибки у довжину (першість УРСР)      | Нікіфоров Одеса                                      | 6,40      | Масловський МАРСР             | 6,36    |                              |         |
| Потрійний стрибок (відкрита першість)  | Володимир Бровко Москва                              | 14,15     | Котляров Харків               | 13,53   | Яблоновський Київ            | 12,68   |
| Потрійний стрибок (першість УРСР)      | Микола Котляров Харків                               | 13,53     | Яблоновський Київ             | 12,68   |                              |         |
| Штовхання ядра                         | Олександр Канакі Київ                                | 14,89     | Володимир Єрмольєв Київ       | 12,73   |                              |         |
| Метання диска                          | Олександр Канакі Київ                                | 43,73     | Григорій Артамонов Харків     | 41,86   | Микола Фарбей Київ           | 39,33   |
| Метання молота                         | Григорій Артамонов Харків                            | 46,30     | М. Денисенко Харків           | 42,40   |                              |         |
| Метання списа (відкрита першість)      | Віктор Алексеєв Ленінград                            | 60,00     | Олександр Крижановський Одеса | 57,58   | Селіванов Харків             | 54,40   |
| Метання списа (першість УРСР)          | Олександр Крижановський Одеса                        | 57,58     | Селіванов Харків              | 54,40   |                              |         |
| Метання гранати                        | Жила Харків                                          | 74,68     | Олександр Крижановський Одеса | 71,61   |                              |         |
|                                        |                                                      |           |                               |         |                              |         |
| П'ятиборство                           | Селіванов Харків                                     | 2801      | не вручались                  |         |                              |         |
| Десятиборство                          | Олександр Канакі Київ                                | 6257      | М. Сушинський Київ            | 5562    |                              |         |
|                                        |                                                      |           |                               |         |                              |         |
| Смуга перешкод (150 метрів)            | Григорій Пастушенко Київ                             | 49,2 NR   | Работніков Київська область   | 54,3    |                              |         |

### Жінки
| Дисципліни                                | Золото                                                     | Золото                    | Срібло                 | Срібло  | Бронза                     | Бронза |
| ----------------------------------------- | ---------------------------------------------------------- | ------------------------- | ---------------------- | ------- | -------------------------- | ------ |
| 100 метрів                                | Віра Піжурина Київ                                         | 12,5 (в забігу - 12,3 NR) | Катерина Адаменко Київ | 12,8    |                            |        |
| 400 метрів                                | Віра Піжурина Київ                                         | 58,6                      | Катерина Адаменко Київ | 1.02,1  |                            |        |
| 500 метрів (команди ІІІ групи)            | Пономаренко Миколаїв                                       | 1.24,1                    | Діордієва Миколаїв     | 1.28,9  |                            |        |
| 800 метрів                                | Клара Фрумкіна Харків                                      | 2.22,2                    | Спиридонова Харків     | 2.25,6  |                            |        |
| 1000 метрів (поза програмою)              | Клара Фрумкіна Харків                                      | 3.05,0 NR                 | Спиридонова Харків     | 3.15,2  |                            |        |
| 80 метрів з бар'єрами (відкрита першість) | Галина Турова Ленінград                                    | 11,7                      | Катерина Адаменко Київ | 11,9 NR | Суділковська Харків        | 12,3   |
| 80 метрів з бар'єрами (першість УРСР)     | Катерина Адаменко Київ                                     | 11,9 NR                   | Суділковська Харків    | 12,3    |                            |        |
| 4×100 метрів                              | Київ Бондаренко Катерина Адаменко Сухорукова Віра Піжурина | 50,9 NR                   | Харків Станіслава Соха | 51,9    | Одеса                      | 54,1   |
|                                           |                                                            |                           |                        |         |                            |        |
| Стрибки у висоту (відкрита першість)      | Куликова Ленінград                                         | 1,50                      | Станіслава Соха Харків | 1,40    | Гельмерсен Дніпропетровськ | 1,40   |
| Стрибки у висоту (першість УРСР)          | Любов кова Київ                                            | 1,45                      | Станіслава Соха Харків | 1,40    | Гельмерсен Дніпропетровськ | 1,40   |
| Стрибки у довжину                         | Віра Піжурина Київ                                         | 5,30                      | Станіслава Соха Харків | 5,01    |                            |        |
| Штовхання ядра                            | Зінаїда Борисова Київ                                      | 11,85                     | Зоя Синицька Харків    | 11,38   | Масюта Харків              | 11,19  |
| Метання диска (відкрита першість)         | Ніна Думбадзе Москва                                       | 42,05                     | Зоя Синицька Харків    | 41,76   | Галина Турова Ленінград    | 39,84  |
| Метання диска (першість УРСР)             | Зоя Синицька Харків                                        | 41,76                     | Зінаїда Борисова Київ  | 37,99   |                            |        |
| Метання списа                             | Зоя Синицька Харків                                        | 34,19                     | Надія Шапар Миколаїв   | 32,60   |                            |        |
| Метання гранати                           | Волгіна Дніпропетровськ                                    | 42,33                     | Надія Шапар Миколаїв   | 42,28   |                            |        |
| Метання м'яча                             | Зоя Синицька Харків                                        | 44,69                     | Н. Нікель Київ         | 44,48   | Волгіна Дніпропетровськ    | 43,91  |
|                                           |                                                            |                           |                        |         |                            |        |
| Триборство                                | Любов Сухорукова Київ                                      | 972                       |                        |         |                            |        |
| П'ятиборство                              | на старт не вийшло жодної учасниці                         |                           |                        |         |                            |        |
|                                           |                                                            |                           |                        |         |                            |        |
| Смуга перешкод (100 метрів)               | Катерина Адаменко Київ                                     | 26,5 NR                   | Станіслава Соха Харків | 28,4    |                            |        |

## Командна першість
На чемпіонат не приїхали легкоатлети Сталінської та Чернігівської областей.
| Місце | Команда               | Очки  |
| ----- | --------------------- | ----- |
| 1     | Київ                  | 350   |
| 2     | Харківська обл.       | 337,5 |
| 3     | Одеська обл.          | 199,5 |
| 4     | Дніпропетровська обл. | 195   |
| —     | Сталінська обл.       | 0     |

| Місце | Команда                | Очки  |
| ----- | ---------------------- | ----- |
| 1     | Ворошиловградська обл. | 202,5 |
| 2     | Вінницька обл.         | 162,5 |
| 3     | Житомирська обл.       | 139   |
| —     | Чернігівська обл.      | 0     |

| Місце | Команда                   | Очки  |
| ----- | ------------------------- | ----- |
| 1     | Київська обл.             | 208,5 |
| 2     | Кам'янець-Подільська обл. | 203,5 |
| 3     | Миколаївська обл.         | 199,5 |
| 4     | Молдавська АРСР           | 169,5 |
| 5     | Полтавська обл.           | 135   |